# 777 Gutemberga
777 Gutemberga è un asteroide della fascia principale del diametro medio di circa 65,57 km. Scoperto nel 1914, presenta un'orbita caratterizzata da un semiasse maggiore pari a 3,2280912 UA e da un'eccentricità di 0,1002849, inclinata di 12,99985° rispetto all'eclittica.
Il suo nome è in onore di Johannes Gutenberg, l'inventore della stampa.